# Чемпіонат Польщі з хокею 1933
Чемпіонат Польщі з хокею 1933 — 6-ий чемпіонат Польщі з хокею, матчі фінальної частини проходили у місті Катовиці, чемпіонами стали клуби «Легія» Варшава та Погонь (Львів).

## Попередній етап
На попередньому етапі в місті Криниця, сім клубів: «Сокіл» (Краків), АЗС Вільнюс, Погонь (Львів), ЛКС Лодзь, АЗС Познань, «Легія» Варшава та АЗС Варшава виявили три клуби, що на другому етапі розіграли звання чемпіона Польщі.

## Фінальний раунд
- АЗС Познань — Погонь (Львів) 0:2
- «Легія» Варшава — Погонь (Львів) 0:0 ОТ
- АЗС Познань — «Легія» Варшава 1:2

| М  | Команда         | І | Ш   | О |
| -- | --------------- | - | --- | - |
| 1. | Погонь (Львів)  | 2 | 2:0 | 3 |
| 1. | «Легія» Варшава | 2 | 2:1 | 3 |
| 3. | АЗС Познань     | 2 | 1:4 | 0 |